# Warning (Elektropop-Band)
Warning war ein deutsches Electro-Projekt der frühen 1980er-Jahre, das 1983 durch die Single Why Can the Bodies Fly zu einem One-Hit-Wonder wurde. Das Lied war Bestandteil des Soundtracks der Tatort-Folge Peggy hat Angst.

## Geschichte
Warning bestand aus den Hamburgern Edgar Schlepper, Inhaber eines Musikgeschäftes, und Hans Müller, der bei einem Plattenlabel arbeitete. Während einer gemeinsamen Jamsession auf einem Gitarrensynthesizer entstanden mehrere Lieder, die 1982 von Phonogram als Studioalbum Warning veröffentlicht wurden. Die Musiker legten sich die Pseudonyme Ed Vanguard (Edgar Schlepper) und Mike Yonder (Hans Müller) zu.
An den Aufnahmen zum Album wirkten der damalige Rattles-Schlagzeuger Dicky Tarrach mit, der Hintergrundgesang stammt von zwei Sängerinnen der ehemaligen Les Humphries Singers. Der Text zu Why Can the Bodies Fly stammt von der Spanierin Ines Gaim, die übrigen Texte von Jürgen Barz. Die Musiker präsentierten sich auf dem Plattencover maskiert wie Darth Vader.
Das Lied Why Can the Bodies Fly fiel Regisseur Wolfgang Becker im Urlaub aufgrund seiner morbiden Grundstimmung auf, sodass er es im Soundtrack des 1983er Tatorts Peggy hat Angst verwendete. In dem Film spielt der Täter (dargestellt von Hans-Georg Panczak) das Lied in Stresssituationen (vor den Morden), begleitet es mit Bongos und spielt es im Café (Musikbox), in dem das Model Peggy (gespielt von Hannelore Elsner) arbeitet, wodurch bei ihr Panik ausgelöst wird. Peggy und die ermittelnde Kommissarin Wiegand (gespielt von Karin Anselm) hören das markante Lied auch am Telefon, dessen Wiedererkennungswert die Verbindung zum Täter herstellt.
Die Single erreichte Platz elf der deutschen und Platz 17 der österreichischen Singlecharts und blieb der einzige Hit des Duos. Edgar Schlepper produzierte später Hörspielmusik. Sein Partner Hans Müller verstarb 2004 an Krebs, Edgar Schlepper verstarb 2015.
Why Can the Bodies Fly wurde von der österreichischen Death-Metal-Band Pungent Stench auf der 1993 erschienenen EP Dirty Rhymes and Psychotronic Beats gecovert.

## Diskografie

### Alben
- 1982: Warning
- 1983: Electric Eyes

### Singles
- 1982: Why Can the Bodies Fly
- 1983: Journey to the Other Side